# Kriochirurgia
Kriochirurgia (gr. cryo (κρύο) + cheirourgiki (χειρουργική)) – metoda krioterapii polegająca na miejscowym, kontrolowanym niszczeniu chorych lub przerośniętych tkanek za pomocą niskich temperatur.
Źródłem niskiej temperatury jest zazwyczaj ciekły azot, który zaaplikowany na tkankę schładza ją i wskutek pobrania ciepła od ciała natychmiast paruje.